# Bada
Bada (del coreano: 바다, lit. 'mar, océano'), estilizado como bada, fue un sistema operativo para teléfonos móviles desarrollado por Samsung. Actualmente ha sido reemplazado por Tizen. Fue diseñado para cubrir tanto los teléfonos inteligentes de gama alta como los de gama baja. Samsung afirmó que Bada rápidamente reemplazaría la plataforma de teléfonos más básicos, convirtiendo futuros teléfonos en teléfonos inteligentes. Se basa en el sistema operativo propiedad de Samsung SHP OS, utilizado en muchos de sus teléfonos como el Samsung Wave.

## Historia
Samsung anunció la plataforma Bada el 10 de noviembre de 2009. Tras el anuncio, el WAVE S8500 el primer móvil con SO Bada fue mostrado por primera vez en el Mobile World Congress 2010 de Barcelona en febrero de 2010.
Samsung comenzó a publicar el SDK para Bada para atraer a los programadores independientes. Durante mayo de 2010, Samsung lanzó Bada SDK 1.0.0b2, seguido por 1.0.0b3 lanzado a finales del mismo mes. Además, Samsung comenzó la Bada Developer Challenge con un premio total de $ 2 700 000 (USD).
A pesar de todo, Bada sigue  aún con aplicaciones.

## Arquitectura
Bada como Samsung lo define, no es un sistema operativo, sino una plataforma con un núcleo de arquitectura configurable, que permite el uso de cualquiera de los kernel de Linux, o cualquier otro real-time operating system (RTOS) kernel. El núcleo Linux es la opción preferida para los smartphones de gama alta, mientras que RTOS se utiliza para los smartphones más asequibles, debido a un consumo de memoria más pequeño.
Bada ofrece varios controles de interfaz de usuario para los desarrolladores. Proporciona una variedad de controles básicos en la interfaz de usuario como cuadro de lista, selector de color, pestañas, etc. Además, tiene un control del explorador web basado en el WebKit de código abierto, y también cuenta con Adobe Flash y el soporte a Flash 9. Ambos WebKit y Flash se pueden incluir dentro de las aplicaciones Bada. Bada ofrece mapas interactivos con el punto de interés (POI), características que también puede ser incluidas dentro de las aplicaciones.
Bada soporta diversos mecanismos para mejorar la interacción: varios sensores, como sensores de movimiento, control de vibraciones, detección de rostros, acelerómetro, magnetómetro, el GPS, que pueden ser incorporados en aplicaciones, estas funciones y el tacto multipunto también están soportadas.
Las aplicaciones son desarrolladas en C++ con el SDK de Bada. El IDE también contiene la interfaz de usuario Builder, con la que los desarrolladores pueden diseñar la interfaz de sus aplicaciones arrastrando y colocando controles de interfaz de usuario en los formularios. Para probar y depurar el programa, el IDE contiene un simulador, donde las aplicaciones se pueden ejecutar.

## Críticas a Bada
- No se permite instalar aplicaciones fuera de la tienda y tampoco permite el uso de ningún tipo de programa de VoIP/SIP.[3]

Algunas publicaciones han criticado Bada por las siguientes razones:
- La IPA(en inglés API) del sensor externo no está abierta, evitando el desarrollo de nuevos tipos de sensores o inesperadas tecnologías de desarrollo para futuras actualizaciones.[3]
- Las aplicaciones Bada no tienen acceso a la bandeja de SMS/MMS o a la alertas de recepción de SMS/MMS[4]
- El framework de las aplicaciones Bada solo permite una aplicación Bada al mismo tiempo. La multitarea solo es posible entre las aplicaciones que están  almacenadas en la ROM y una aplicación Bada.
- Algunos han especulado que el mercado está demasiado abarrotado para aceptar un nuevo sistema operativo.[5][6]

## Móviles compatibles con Bada
Los siguientes teléfonos móviles con el sistema operativo Bada:
- Samsung Wave s8500
- Samsung Wave 525 s5250
- Samsung Wave 533 s5330
- Samsung Wave 575 s5750
- Samsung Wave 723 s7230
- Samsung Wave II s8530
- Samsung Wave 578 s5780
- Samsung Wave Young s5380
- Samsung Wave Magical s7250
- Samsung Wave 3 s8600
- Samsung wave clam w689